# Stronnictwo Ludowe (1944–1949)
Stronnictwo Ludowe (SL) – prokomunistyczna partia chłopska utworzona w dniach 17–18 września 1944 w Lublinie. Powołana z inicjatywy PPR jako przeciwwaga dla działającego w ramach Polskiego Państwa Podziemnego konspiracyjnego Stronnictwa Ludowego „Roch”, będącego kontynuacją przedwojennego Stronnictwa Ludowego. Organem prasowym partii był tygodnik „Zielony Sztandar”.

## Historia
Partia została utworzona na bazie związanego z PPR Stronnictwa Ludowego „Wola Ludu” z udziałem części działaczy  Związku Patriotów Polskich (jak Andrzej Witos), przybyłych z ZSRR wraz z Armią Czerwoną. W nowym SL znalazła się też grupa członków SL „Roch”. Pierwsze koła prokomunistycznego SL powstały w województwach lubelskim, rzeszowskim i białostockim. 
W pierwszej połowie 1945 nastąpił masowy napływ członków konspiracyjnego Stronnictwa Ludowego „Roch” do oficjalnie działającego stronnictwa i przejmowanie jego struktur. Przywódcy ruchu ludowego postawili sobie za cel „aby prace, jakie miały być podjęte w ramach legalnej organizacji, przybrały od razu charakter masowy i nie mogły być sparaliżowane przez komunistów”. Pod koniec czerwca 1945 partia liczyła ponad 200 000 członków, którzy w większości byli powiązani z konspiracyjnym SL „Roch” lub Batalionami Chłopskimi. W kierownictwie SL za kierunkiem tym opowiadał się prezes stronnictwa Stanisław Bańczyk, a także m.in. Anna Gadzalanka i Bolesław Ścibiorek.
W sierpniu 1945, wobec odrzucenia przez Radę Naczelną SL propozycji zjednoczenia z Polskim Stronnictwem Ludowym, partię opuściło i zgłosiło akces do niezależnego PSL 80% członków. 
W dniach 27–29 listopada 1949 SL połączyło się z Polskim Stronnictwem Ludowym, spacyfikowanym po ucieczce zagrożonego aresztowaniem przez UB Stanisława Mikołajczyka przez współpracujących z PPR działaczy stronnictwa (którego liderami byli Józef Niećko czy Czesław Wycech), tworząc satelickie wobec PZPR Zjednoczone Stronnictwo Ludowe.

## Struktura i działacze
Od 18 września 1944 partią kierował Tymczasowy Zarząd Główny. 23 listopada 1944 wybrano prezydium ZG. 26 marca 1945 powołano Radę Naczelną, a Zarząd Główny zastąpiono Naczelnym Komitetem Wykonawczym. Funkcję sekretarza ZG zastąpiono funkcją sekretarza generalnego NKW. Powołano Główną Komisję Rewizyjną i Główny Sąd Partyjny, którego członkowie początkowo wchodzili w skład NKW, a od 15 stycznia 1946 przez pewien czas w skład RN. 27 maja 1947 powołano Sekretariat Generalny NKW, a 28 czerwca 1948 Centralną Komisję Kontroli Partyjnej przy NKW. Od początku istnienia partii sekretarz i skarbnik posiadali zastępców.

### Prezesi
- od 18 września 1944 do 23 listopada 1944 – Stanisław Kotek-Agroszewski
- od 23 listopada 1944 do 26 marca 1945 – Józef Maślanka
- od 26 marca 1945 do 24 września 1945 – Stanisław Bańczyk
- od 24 września 1945 do 29 listopada 1949 – Wincenty Baranowski

### Wiceprezesi
Stanisław Janusz (IX–XI 1944), Andrzej Witos (IX–XI 1944), Edward Bertold (XI 1944–III 1945), Jan Czechowski (IX 1944–III 1945), Bronisław Drzewiecki (III–IX 1945), Władysław Kowalski (III–IX 1945), Józef Putek (IX 1945–I 1946), Bolesław Podedworny (IX 1945–IX 1949), Jan Michał Grubecki (I 1946–IX 1949), Piotr Szymanek (I 1946–IX 1949)

### Sekretarze (generalni)
- od 18 września 1944 do 23 listopada 1944 – Jan Michał Grubecki
- od 23 listopada 1944 do 26 marca 1945 – Jan Aleksander Król
- od 26 marca 1945 do 29 listopada 1949 – Antoni Korzycki

### Przewodniczący Rady Naczelnej
- od 26 marca 1945 do 15 stycznia 1946 – Stanisław Janusz
- od 15 stycznia 1946 do 7 października 1948 – Józef Putek
- od 7 października 1948 do 29 listopada 1949 – Władysław Kowalski